# Тойвонен, Беа
Беа Тойвонен (фин. Bea Toivonen; род. 28 октября 1992, Йювяскюля, Финляндия) — финская фотомодель, победительница конкурса «Мисс Финляндия — 2014».

## Биография
Родилась 28 октября 1992 года в Йювяскюля, в семье «Мисс Финляндия — 1985» Марьи Киннунен-Тойвонен и известного финского автогонщика Харри Тойвонена. Работает в Ювяскюля парикмахером и визажистом.
4 мая 2014 года стала победительницей национального конкурса «Мисс Финляндия».